# Онигеновые (семейство)
Онигеновые (лат. Onygenaceae) — семейство грибов порядка Онигеновые (Onygenales).

## Описание
Плодовые тела у большинства видов мелкие и шаровидные, лишь у некоторых они более крупные и имеют ножковидные отростки, с тонким бесцветным или ярко окрашенным перидием. Аски небольшие, тонкостенные, шаровидной формы, с восемью спорами. Споры аллантоидной или овальной формы, с сетчатой или выемчатой орнаментацией, окрашены у большинства видов в желтоватые тона, без септ. Анаморфы с толстостенными, нередко орнаментированными конидиями.

## Экология
Представители семейства — кератинофильные и копрофильные сапротрофы, произрастающие на земле, а также на рогах и шерсти животных.

## Таксономия

### Синонимы
- Amauroascaceae Arx, 1987

### Представители
- Amauroascus J. Schröt., 1893
- Aphanoascus Zukal, 1890 — Афаноаск
- Apinisia La Touche, 1968
- Arachnotheca Arx, 1971
- Ascocalvatia Malloch & Cain, 1971
- Auxarthron G.F. Orr & Kuehn, 1963
- Byssoonygena Guarro, Punsola & Cano, 1987
- Castanedomyces Cano, L.B. Pitarch & Guarro, 2002
- Chlamydosauromyces Sigler, Hambl. & Paré, 2002
- Kuehniella G.F. Orr, 1976
- Monascella Guarro & Arx, 1986
- Nannizziopsis Currah, 1985
- Onygena Pers., 1800 — Онигена
- Pectinotrichum Varsavsky & G.F. Orr, 1971
- Polytolypa J.A. Scott & Malloch, 1993
- Pseudoamauroascus Cano, M. Solé & Guarro, 2002
- Renispora Sigler & J.W. Carmich., 1979
- Shanorella R.K. Benj., 1956
- Spiromastix Kuehn & G.F. Orr, 1962
- Uncinocarpus Sigler & G.F. Orr, 1976
- Xanthothecium Arx & Samson, 1973